# Geschichte des frühen österreichischen Tonfilms
Der frühe österreichische Tonfilm beginnt mit der Produktion des ersten Tonfilms G'schichten aus der Steiermark im Jahre 1929. Bis in die 1950er hinein entwickelte sich der österreichische Lustspiel- und Musikfilm, der eine Reihe neuer Filmstars hervorbrachte. Der so genannte „Wiener Film“ entdeckte Publikumslieblinge wie Peter Alexander und wurde von Regisseuren wie Franz Antel und Gustav Ucicky häufig auch international erfolgreich verbreitet.

## Die 1930er Jahre
Die 1930er Jahre brachten die österreichische Filmwirtschaft zunächst in eine erneute schwere Krise – nachdem bereits zwischen 1923 und 1926 der Rückgang der Inflation die Exportvorteile zunichtemachten und zudem die Filmindustrie Hollywoods ihre Vormachtstellung in Europa begründete – beides zusammen hatte den Konkurs der meisten österreichischen Filmhersteller zur Folge. Nachdem sich die Stummfilmproduktion ab 1926 wieder erholt hatte, erlebte sie mit der internationalen Einführung des Tonfilms, die zeitlich in etwa mit der Weltwirtschaftskrise von 1929 zusammenfiel, eine erneute Krise. Die Gründe dafür waren vor allem die hohen Umrüstungskosten der Stummfilmateliers und Aufnahmetechnik auf die Tonfilmproduktion, verbunden mit dem Rückzug der meisten Banken aus dem Filmgeschäft sowie der Verteuerung der Kredite als Folge der Weltwirtschaftskrise. Zudem konkurrierten verschiedene Tonfilmsysteme um ihre weltweite Etablierung, was sowohl Filmhersteller als auch die Kinos verunsicherte, auf welches System sie umstellen sollten.
Einen Ausweg aus der Krise brachte die „Erfindung“ des Wiener Films – ein musikalisch-komödiantisches Genre mit historisch-verklärtem Wiener Hintergrund, das sich rasch internationaler Beliebtheit erfreute und die Exporterlöse österreichischer Filme in die Höhe schießen ließ, was wiederum die heimische Filmproduktion beflügelte. Den Startschuss dieser „Filmmode“ begründete je nach Historikermeinung entweder bereits der 1932 in Deutschland von Max Ophüls nach Arthur Schnitzler inszenierte Wiener Stoff Liebelei, oder die ab 1933 in Wien entstandenen Werke Leise flehen meine Lieder (1933) und Maskerade (1934). Letztgenannte gelangte jedenfalls zu Weltruhm und waren ausschlaggebend für einen neuerlichen Produktionsboom in der Wiener Filmbranche.

### Die Umstellungsphase von Stumm- auf Tonfilm
| Österreichische Tonfilmproduktion abendfüllende Spielfilme (nach Aufführungsjahr in Österreich) |                |
| Jahr                                                                                            | Anzahl         |
| 1929                                                                                            | 1 (+ 23 stumm) |
| 1930                                                                                            | 3 (+ 24 stumm) |
| 1931                                                                                            | 8 (+ 16 stumm) |
| 1932                                                                                            | 10             |
| 1933                                                                                            | 17             |
| 1934                                                                                            | 14             |
| 1935                                                                                            | 27             |
| 1936                                                                                            | 23             |
| 1937                                                                                            | 15             |

Bis 1930 wurden noch hauptsächlich Stummfilme hergestellt, da sowohl Kinos als auch Filmproduzenten erst umstellen mussten, was manche Filmproduktionsgesellschaften und Kinos aus Kostengründen nicht schafften und daher schließen mussten. Zudem wurde die Kapitalbeschaffung immer schwieriger, da aufgrund der 1929 ausgelösten Weltwirtschaftskrise Kredite immer teurer wurden. Die ersten Kurztonfilme ausländischer Produktion erreichten Österreich am 8. Juni 1928, wo sie in der Wiener Urania mit großem Erfolg aufgeführt wurden. Diese Filme wurden nach dem Tri-Ergon-Verfahren der Erfinder Massolle, Vogt und Engl nach einem deutschen Lichttonverfahren aufgeführt.
Der erste abendfüllende Tonfilm erreichte Österreich am 21. Jänner 1929 – im Wiener Central-Kino in der Taborstraße. Es war Alan Croslands The Jazz Singer, welcher in den USA bereits am 23. Oktober 1927 premierte, und in Österreich unter dem Titel Der Jazzsänger lief. Der Ton wurde synchron zum Film auf einer Schallplatte abgespielt (siehe Nadeltonverfahren).
Erste Versuche der Tonfilmherstellung in Österreich wurden im Sommer 1929 mit dem Lichttonverfahren Selenophon durchgeführt. Die Voraussetzungen für dieses Tonsystem wurden bereits ab Mitte der 1920er-Jahre von der Wiener Selen-Studiengesellschaft erarbeitet. Die seit 1929 existierende „Selenophon-Licht- und Tonbildgesellschaft“ meldete in den nächsten Jahren eine Reihe von Patenten zur Tonfilmerzeugung und -wiedergabe an.
Die Premiere des ersten österreichischen Tonfilms – G’schichten aus der Steiermark – fand am 23. August 1929 in Graz statt. Verwendet wurde allerdings das Nadeltonverfahren Ottoton des Regisseurs Hans Otto Löwenstein. Ein Großteil der ersten österreichischen Kurztonfilme dieses Jahres beschränkte sich noch auf das Einsetzen von plumpen Geräusch- und Musikeffekten. Der erste im Lichttonverfahren hergestellte Tonfilm entstand 1930 von der Sascha-Film und hieß Geld auf der Straße. Der Film hatte seine Premiere jedoch am Stadtrand von Wien und sorgte nur für wenig Aufsehen. Darauf folgten Kabarettsketche, wie etwa In der Theateragentur aus dem Jahr 1930, für den das Selenophon-Verfahren angewandt wurde.
Die Umstellung der Filmherstellung auf den Tonfilm brachte nicht nur großen Investitionsaufwand mit sich, sie verteuerte auch die Herstellung jeden Films um das Dreifache. Die österreichische Filmproduktion erlebte daher nach Mitte der 1920er Jahre, aus der sie sich eben erst erholt hatte, eine neuerliche Krise. Der größte Filmproduzent, die Sascha-Film, schlitterte 1931 in den Ausgleich und erholte sich hiervon nie wieder.
Die Sascha Filmindustrie in Wien geriet im Zuge der Umstellung der Filmproduktion von Stumm- auf Tonfilm in eine schwere Krise die 1930 zum Ausgleich führte. Nach Fertigstellung des ersten abendfüllenden Tonfilms der Sascha-Film 1930 („Geld auf der Straße“) sollte das Unternehmen liquidiert werden. Doch ein neues Konsortium erklärte sich bereit die Gesellschaft weiterzuführen. 1932 wurde das Unternehmen von den Gebrüdern Pilzer übernommen, und wenig später, nach Einstieg der deutschen Tobis Tonbild-Syndikat AG, wurde die Produktionsgesellschaft in „Tobis-Sascha-Filmindustrie AG“ umbenannt.
Nachdem 1930 erst vier Tonspielfilme hergestellt wurden, während die gesamte Filmproduktion zurückging, wurden erstmals 1931 mit neun Tonspielfilmen mehr Ton- als Stummfilme hergestellt. Die schlechte finanzielle Ausstattung der nach der großen Krise Mitte der 1920er-Jahre verbliebenen Filmproduktionsgesellschaften begünstigte zahlreiche Koproduktionen mit Ungarn, der Tschechoslowakei, Großbritannien, Frankreich und Deutschland. Nur die Filmverleiher machten auch in der Tonfilmzeit gute Geschäfte. Sie spezialisierten sich nun auf die Anbringung von Untertiteln in importierten fremdsprachigen Filmen.

### Beginn der Tonfilmära
Mit Etablierung der Tonfilmproduktion in Österreich ab 1931 wurden verschiedene Genres ausprobiert und Herstellungspraktiken aus der Stummfilmzeit angepasst. Die Eigenheiten und Stärken der österreichischen Sprache, insbesondere des Wiener Dialekts, konnten in Komödien erstmals ausgespielt werden. Die Zeit vieler Stummfilmstars hingegen war vorbei, da sie in Sprechrollen nicht glänzen konnten. Auch die Darstellungsweise änderte sich von übertriebenen Gesten im Stummfilm auf realistischere Verhaltensweisen im Tonfilm. Einige Karrieren endeten, viele Schauspieler kamen durch den Tonfilm jedoch erst richtig zur Geltung. Bekanntestes Beispiel hierfür ist wohl Hans Moser, dessen hektisches, nuschelndes zutiefst wienerisch gefärbte Sprechweise zu seinem Markenzeichen wurde und Erfolgsgarant war.
Auch Attila Hörbiger, der 1930 an der Seite seines Bruders Paul Hörbiger in Der unsterbliche Lump debütierte, feierte mit dem Tonfilm den Start einer erfolgreichen Karriere in österreichischen Komödien und dem Wiener Film. Der beliebte Conférencier des Simpls, Karl Farkas, konnte in Justizmaschine und Unter den Dächern von Wien, welcher der französischen Produktion Unter den Dächern von Paris nachempfunden war, sein schauspielerisches Können im Tonfilm beweisen.
Die hohe Arbeitslosigkeit der 1930er-Jahre beeinflusste ebenfalls das Filmschaffen. So standen 1932 sowohl in Max Neufelds Sehnsucht 202 als auch in Scampolo von Hans Steinhoff Arbeitslose im Mittelpunkt. In Scampolo wirkten Dolly Haas und Paul Hörbiger als Hauptdarsteller. Billy Wilder schrieb das Drehbuch. Es war neben Madame wünscht keine Kinder aus dem Jahre 1933 das einzige Drehbuch das Billy Wilder für einen österreichischen Film schrieb.
Auch die politischen Parteien wussten die Möglichkeiten des Tonfilms zu nutzen. So ließ die Sozialdemokratische Partei zwei Filme herstellen: Das Notizbuch des Mr. Pim, in dessen Verlauf ein konservativer Amerikaner vom „Roten Wien“ überzeugt wird und Die vom 17er Haus von Artur Berger, ein sozialutopischer Film, der für die Landtagswahl 1932 produziert wurde. Dies war auch der letzte Film der SPÖ vor dessen Verbot im Ständestaat. Als Tonverfahren verwendete man das Selenophon-System und die Bauten – man sieht den Wiener Stephansdom im Jahre 2032 umgeben von dutzenden verglasten Wolkenkratzern – stammten von Emil Stepanek. Der Film endet mit dem Aufruf „Seid gescheit! Das rote Wien siegt! Wählt sozialdemokratisch!“. Regisseur Artur Berger, der mit Siegfried Bernfeld auch das Drehbuch schrieb, war auch am Gemeindebauprogramm der Stadt Wien beteiligt.
Mit Der Hexer (1932) nach Edgar Wallace mit Paul Richter als Inspektor und Unsichtbare Gegner (1933) mit den Schauspielgrößen Raoul Aslan, Paul Hartmann, Oskar Homolka und Peter Lorre seien auch zwei erfolgreiche Kriminal- und Spionagefilmproduktionen des frühen Tonfilms in Österreich genannt. Regisseur der beiden Filme war Rudolf Katscher, der später in Großbritannien als R. Cartier Karriere machte.
Auch in Deutschland prägten Österreicher das Tonfilmgeschehen wie zuvor das Stummfilmgeschehen. Billy Wilder arbeitete 1930 am Drehbuch zu Menschen am Sonntag mit und adaptierte 1931 das Drehbuch zur Erstverfilmung von Erich Kästners Emil und die Detektive – einer der ersten Real-Kinderspielfilme mit Ton. Ebenfalls 1931 spielte der Südtiroler Luis Trenker in der Hauptrolle des Ufa-Films Berge in Flammen, der wiederum vom österreichischen Regisseur Karl Hartl inszeniert wurde. Auch der aus Pressburg stammende Peter Lorre feierte 1931 als Hauptdarsteller des deutschen Kriminalfilmmeisterwerkes M – Eine Stadt sucht einen Mörder den Durchbruch als Schauspieler. Und Otto Preminger stellte ebenfalls in Berlin und im selben Jahr seinen ersten Film fertig: Die große Liebe. Wilder, Lorre und Preminger emigrierten nach der Machtergreifung der Nationalsozialisten in Deutschland 1933 in die Vereinigten Staaten, wo sie zu Weltruhm gelangten.
1933 wurde das „Lehrinstitut für Tonfilmkunst“ am Bauernmarkt – wo einst die Wiener Kunstfilm über Ateliers verfügte – in Wiens 1. Bezirk gegründet. Als Lehrer fungierten fortan Größen des österreichischen Films wie Artur Berger, Karl Farkas, Heinz Hanus, Franz Herterich, Fritz Klingenbeck, Hans Theyer und andere. Von den 833 Kinos, die in Österreich 1934 bestanden, befanden sich 177 in Wien.

### Der Wiener Film – Höhenflug des österreichischen Tonfilms
Der französische Journalist und Autor Zo d’Axa vertrat 1919 die Auffassung, dass Filmkomik dramatisch sein müsse, wie etwa die irische oder die amerikanische. Bei der Wiener Filmkomödie stellte er hingegen fest: „Das wienerische Lustige scheint mir im gesprochenen und gesungenen Wort, wenn überhaupt wo, zu liegen, also kann etwas, das auf der Bühne die Wiener zum Lachen bringt, im Film nur mater Schimmer einer Komik sein.“ Der erste Schauspieler, der gemäß dieser Beobachtung die Wiener durch gesprochenes und gesungenes zum Lachen brachte, war Hans Moser, der bereits in den 1920er Jahren zu seinen ersten Rollen kam, aber erst mit dem Tonfilm, der den Wiener Film hervorbrachte, seine wahren Fähigkeiten zur Geltung bringen konnte.
Der Wiener Film war geprägt vom Wiener Schmäh und gemäßigtem Wiener Dialekt und erfreute sich nicht zuletzt auch daher großer Beliebtheit im deutschsprachigen Ausland, da sie mit romantischen, wohl aber auch verklärten Sujets, aus dem Wien der Kaiserzeit aufwarteten. Dies taten die Filme selbst dann noch, als bereits Wirtschaftskrise, Massenarbeitslosigkeit, und zuletzt auch der Austrofaschismus den österreichischen Alltag beherrschten. Zudem konnten im Tonfilm erstmals die einzigartigen Charaktere und Komiker des Wiener Kabaretts und Theaters voll zur Geltung kommen – spielte hier der Wortwitz und die Ausdrucksweise von jeher eine größere Rolle als etwa die Mimik und Gestik.
Einige der Stars des Wiener Films waren Paula Wessely, Attila Hörbiger, Rudolf Carl, Fritz Imhoff, Leo Slezak, Magda Schneider und Willi Forst, der sowohl als Schauspieler als auch als Regisseur von Bedeutung war. Die bekanntesten Vertreter des Komikerfilms waren die gegensätzlichen Hans Moser und Szöke Szakall. Während Hans Moser seine Schauspielerkollegen häufig durch sein sprachlich und mimisch einzigartiges, natürliches Auftreten an die Wand spielte, glänzte Szöke Sakall mit einem intellektuell bissigen bis sadistisch-aggressiven Humor. Mit dem Max-Reinhardt-Seminar-Abgänger Richard Romanowsky fand sich noch ein weiterer Komiker unter den Schauspielgrößen des frühen Tonfilms.
Die ersten Wiener Filme entstanden 1933 mit der Verfilmung der Schubert-Operette Leise flehen meine Lieder und 1934 mit Maskerade – beide von Willi Forst, der zum Regiestar des Wiener Films wurde. Das Genre ging von Wien aus um die Welt. Leise flehen meine Lieder wurde 1934 als The Unfinished Symphony für den englischsprachigen Markt mit leicht veränderter Besetzung nachgedreht, da eine Synchronisation damals technisch noch nicht möglich war (siehe „Versionenfilme“). Maskerade wurde 1935 als Escapade in Hollywood neu verfilmt. Die erste Synchronisationsmöglichkeit („Dubbing“) wurde in Wien durch die Selenophon erst 1937 vorgestellt.
Die Aufwand für Filmproduktionen erhöhte sich, nachdem er von 1930 bis 1933 von 1,4 auf rund 5 Millionen Schilling gestiegen war, auf 16 bis 18 Millionen Schilling im Jahr 1936. Die Handelsbilanz bei Filmen drehte nach Verlusten von jährlich ein bis fünf Millionen Schilling 1933 erstmals ins Plus. Der Handelsüberschuss stieg in der Folge – bei gleichbleibendem Importniveau von viereinhalb bis sechs Millionen Schilling – aufgrund von Einspielergebnissen im Ausland und Lizenzerlösen aus Neuverfilmungen auf fünf bis sechseinhalb Millionen Schilling jährlich zwischen 1935 und 1937. Wichtigster Exportmarkt war als größter deutschsprachiger Markt natürlich Deutschland – mit deutlichem Abstand gefolgt von den USA. Dies machte Österreich auch anfällig für Erpressungsversuche der Nationalsozialisten, die nach ihrer Machtergreifung 1933, die eine Emigrationswelle von Juden und Regimekritikern zum Teil auch nach Österreich auslöste, durch Androhung von Importverboten versuchte die Mitwirkung von diesen Personen an österreichischen Filmen zu unterbinden. Nach und nach unterwarf sich die österreichische Filmindustrie den deutschen Forderungen, was ab 1937 durch Einschränkungen bei der Filmproduktion und Emigration vieler Filmschaffender aus Österreich auch zum Ende des Wiener Films sowie des österreichischen Filmschaffens insgesamt führte (siehe Abschnitte Deutscher Emigrantenfilm in Österreich und Vorweggenommener „Anschluss“ des österreichischen Films).
Eine besonders herausragende Leistung schaffte 1935 Walter Reisch. Mit Episode schuf er eines der herausragendsten Beispiele des Wiener Films. Nur wenige andere Produktionen, wie etwa das im Stil des poetischen Realismus inszenierte Meisterwerk von Paul Fejos, Sonnenstrahl (1933), Willi Forsts weltweit erfolgreiche Maskerade (1934) und Werner Hochbaums Vorstadtvarieté (1935), einer der stärksten österreichischen Filme überhaupt, können damit mithalten. Episode zeichnet sich nicht nur dadurch aus, dass die Atmosphäre Wiens zur Zeit der Wirtschaftskrise dank Paula Wessely als bettelarmer Kunstgewerbeschülerin in ein stimmiges Psychogramm Wiener Doppelbödigkeit umgesetzt werden konnte, sondern auch dadurch, dass der Film als einzige österreichische Produktion nach Machtergreifung der Nationalsozialisten in Deutschland eine Ausnahmegenehmigung der Reichsfilmkammer zur Aufführung im Dritten Reich erhielt.
Der Wiener Film, der sich gegen sämtliche andere Genres durchsetzte, wurde aber auch von verschiedenen Seiten kritisiert. Friedrich Schreyvogel forderte Dichter an die Filmfront, da dadurch wieder mehr Persönlichkeit und Einfall in das Filmschaffen käme, und Dr Volkmar Iro meinte diesbezüglich 1936: „Mit dem echten österreichischen Milieu allein sind die aber die Möglichkeiten des österreichischen Films noch lange nicht erschöpft, und es wäre eine gewisse Gefahr für die Fortentwicklung der österreichischen Filmproduktion, wenn man die künstlerischen Aufgaben des österreichischen Films vor allem darin erblickte, nur österreichische Filmstoffe oder österreichisches Milieu zu bearbeiten. Denn man kann, wie schon früher erwähnt wurde, nicht ungestraft Raubbau an einem immerhin beschränkten Milieu treiben.“ In den 1930er Jahren wurden alle Filme in den verschiedenen Ateliers der Tobis-Sascha oder der Selenophon Licht- und Tonbildgesellschaft hergestellt. Die größten Auftraggeber und Filmverleiher, abgesehen vom hauseigenen Sascha-Filmverleih, der die Eigenproduktionen vertrieb, waren Hugo Engel, Robert Müller, Allianz, Lux, Kiba, Lyra-Film, Mondial oder auch Universal.

### Musik- und Operettenfilme
Ab Anfang der 1930er-Jahre entstanden nach den ersten Gehversuchen mit den neuen Möglichkeiten des Tonfilms richtige Sing- und Musikfilme mit bekannten Sängern dieser Zeit. So erschien 1933 Abenteuer am Lido von Regisseur Richard Oswald mit den Sängern Alfred Piccaver, Nora Gregor und dem Komiker Szöke Szakall in den Hauptrollen. Der österreichische Musikfilm, wie er nach dem Zweiten Weltkrieg in zahlreichen Musikkomödien seine Fortsetzung fand, wurde in diesen Jahren geboren. Zwar war damit auch das Schicksal der Kinomusiker besiegelt, doch entstand mit dem Fach des Filmkomponisten ein neuer Beruf. Von diesen war der Deutsche Willy Schmidt-Gentner ein begehrter Vertreter, für den Wien zur zweiten Heimat wurde.
Eine Abgrenzung zwischen Musik- und Operettenfilmen sowie dem „Wiener Film“ ist nicht immer möglich. Häufig überschneiden sich diese Genres. Operettenartige Gesangseinlagen sind jedoch kein fester Bestandteil von „Wiener Filmen“.
Zu den viel beschäftigten in- und ausländische Filmkomponisten in Österreich zählten: Frank Fox, Hans J. Salter, Franz Lehár, Paul Abraham, Jara Beneš, Artur Guttmann, Hans May, Giuseppe Becce, Anton Profes, Eduard Künneke, Ralph Benatzky, Max Niederberger, Peter Kreuder, Michael Jary, August Pepöck, Heinz Sandauer, Hans Lang, Robert Katscher sowie die später in Hollywood erfolgreichen Robert Stolz, Bronislau Kaper und Walter Jurmann. Einige davon stammten aus dem Operettenfach, welches in den 1930er-Jahren in die Krise gekommen war. Operettenfilme wurden jedoch noch eine Zeit lang hergestellt, so etwa Frasquita unter der Direktion von Franz Lehár, Im weißen Rössl, Ball im Savoy und Frühjahrsspende. Darin wirkten Opernstars wie Piccaver, Jeritza und Jarmila Novotná, Schauspielgrößen wie Franziska Gaal, Christl Mardayn, Hans Jaray und Hermann Thimig, sowie Komikergrößen wie Hans Moser, Heinz Rühmann und Rudolf Carl. In Heut' ist der schönste Tag in meinem Leben sang der in Deutschland unerwünscht gewordene Joseph Schmidt unter der Regie von Richard Oswald, der wenig später nach Hollywood übersiedelte. In den von Henry Koster inszenierten Filmen Das Tagebuch der Geliebten, Ball im Savoy und Die entführte Braut zeichnete der beliebte Operettenkomponist Paul Abraham für die Musik verantwortlich.
Auch die weinselige und sangesfreudige Tradition „Alt-Wiener“ Vorstadtvereine setzte sich im Tonfilm fort. Es erschienen Produktionen mit den teils für sich sprechenden Titeln wie Das Lercherl vom Wienerwald (1931), Wiener Zauberklänge (1931), Lang ist es her und Das Glück von Grinzing.
1933 kehrte der Wiener Regisseur Wilhelm Thiele, der 1930 mit Die Drei von der Tankstelle bekannt geworden war, aus Berlin zurück. Für Großfürstin Alexandra konnte er den Operettenstar Maria Jeritza für ihre einzige Filmrolle gewinnen. Opernsänger Leo Slezak, der gerade seine zweite Karriere als Komiker und Charakterdarsteller beginnt, spielte den männlichen Nebenpart. Franz Lehár komponierte die Filmmusik. Im selben Jahr erschien mit König Pausole auch eine Koproduktion mit Frankreich – mit Emil Jannings in der Hauptrolle – und eine Koproduktion mit Ungarn: Rakoczimarsch. Als Unser Kaiser fungierte in diesem Jahr Karl Ehmann neben Hansi Niese als Frau eines Oberförsters. Regie führten Jakob und Luise Fleck.
1933 und 1934 erschienen mit Opernring mit Sänger Jan Kiepura, Karneval der Liebe mit Hans Moser und Hermann Thimig und Burgtheater von Willi Forst weitere erfolgreiche Musikfilmproduktionen. In Zauber der Bohème aus dem Jahr 1937 spielte Jan Kiepura an der Seite seiner Frau Marta Eggerth, die 1933 auch in Leise flehen meine Lieder und 1938 in Immer, wenn ich glücklich bin ihr schauspielerischen Geschick unter Beweis stellte. In Premiere spielte die im Theater an der Wien erfolgreich singende Schwedin Zarah Leander erstmals in einem Film mit. 1934 drehte der Regisseur Henry Koster, damals noch als Hermann Kosterlitz bekannt, mit der aus Ungarn stammenden Schauspielerin Franziska Gaal die beiden Filme Peter und Katharina, die letzte.

### Filmschaffen im österreichischen Ständestaat
Nur wenig nach dem Putsch der Nationalsozialisten in Deutschland wurde auch in Österreich ein autoritäres System eingerichtet. Die politisch instabile Situation in der jungen Republik Österreich führte 1933 zu einem Putsch von Engelbert Dollfuß und gipfelte 1934 im Österreichischen Bürgerkrieg, in welchem Dollfuß seine Stellung festigen konnte. Unter dessen autoritärer Führung wurde die Meinungsfreiheit stark eingeschränkt und die Zensur in vielen Bereichen eingeführt. Einige der zuvor eingewanderten Filmschaffenden emigrieren nun weiter – der Rest um 1936, spätestens aber 1938. Denn diese Zeit ist auch gekennzeichnet durch den steigenden Einfluss und Druckausübung der Nationalsozialisten auf den österreichischen Staat und dessen Einrichtungen – auch kulturelle.
Als Reaktion auf die politische Situation nahm in den 1930er-Jahren der Anteil der Filme, die im Prater gedreht wurden, weiter zu. Denn die im Ständestaat offiziell nicht existenten gesellschaftlichen Brüche konnten im Prater, den Jung und Alt aus allen gesellschaftlichen Klassen besuchten, noch ansatzweise thematisiert werden. So entstand hier 1936 auch der Film Prater, der im Gegensatz zur Überzahl der Heimat- und Musikfilmproduktionen nicht mit aufwändigen Kostümen oder alpenländischer Tracht aufwartete, sondern mit schlichter Alltagskleidung des Österreichs der Gegenwart ausgestattet war.
1933 sorgte die Wiener Schauspielerin Hedwig Eva Maria Kiesler mit einer zehnminütigen Nackt- sowie einer Liebesszene im Film Ekstase für einen Skandal. Der Wiener Rüstungsindustrielle Fritz Mandl, den sie noch im selben Jahr heiratete, verbot ihr daraufhin die Schauspielerei, worauf sie 1937 in die Vereinigten Staaten emigrierte und als Hedy Lamarr Karriere bei MGM Karriere machte.
Ende 1933 wurden die Rosenhügel-Ateliers von der nunmehrigen Tobis-Sascha-Film erworben und neu adaptiert. Dort wurde 1934 mit Maskerade, der zum Aushängeschild des „Wiener Films“ werden sollte, ihr vorletzter Film hergestellt. In „Maskerade“ kam die erfolgreiche Theaterschauspielerin und spätere Grande Dame der deutschen Schauspielkunst Paula Wessely an der Seite von Adolf Wohlbrück, Hans Moser und Olga Tschechowa zu ihrer ersten Rolle und erlangte internationale Bekanntheit. An den Filmfestspielen von Venedig erhielt der von Willi Forst inszenierte Film einen Preis für das beste Drehbuch. Nach Hohe Schule (1934) wurden die Studios nur noch vermietet, und Tobis-Sascha konzentrierte sich auf die Distribution von Filmen.
Seit 1933 waren auch die Filmpioniere Jakob und Luise Fleck wieder aus Berlin nach Wien zurückgekehrt. Hier inszenierten sie 1935 gemeinsam mit einer tschechischen Produktionsgesellschaft Czárdás (auch Csardas). 1937 inszenierten die beiden Der Pfarrer von Kirchfeld mit Hans Jaray in der Hauptrolle neu. Der als Österreichpropaganda einzustufende Film wurde von der Kirche jedoch kritisiert, da die verbotene Liebe eines Pfarrers zu einer Frau thematisiert wurde.
1934 waren in Wien 13 Produktionsfirmen ansässig. Von den 300 Filmen, die in diesem Jahr anliefen, waren die meisten amerikanischer Herkunft, gefolgt von deutschen Produktionen. Lediglich 27 Filme wurden in Österreich produziert. Darunter die beiden Werbefilme für Österreich G’schichten aus dem Wienerwald, nach einer Vorlage von Maria Stephan mit dem beliebten Schauspieler-Ehepaar Magda Schneider und Wolf Albach-Retty inszeniert, und Singende Jugend mit den Wiener Sängerknaben in den Bergen Tirols mit seiner neu errichteten Großglockner-Hochalpenstraße. Zweiterer fand ganz im Sinne der Bewerbung Österreichs mit seinen Kulturgütern hohe Besucherzahlen im Ausland, vor allem in England, Frankreich und Tschechien, wo der Film sogar zum besten ausländischen Film des Jahres 1936 gewählt wurde.
Zu diesen gezielt zur Erreichung eines positiven Images von Österreich im Ausland hergestellten Filmen sind auch Carneval in Vienna (1935), Wie ein Franzose Wien sieht (1937) und Wiener Mode (1937) zu zählen. Zur Darstellung Wiens als „Stadt der Liebe“ sollten auch Eva (1935), Sylvia und ihr Chauffeur (1935), Rendezvous in Wien (1936) sowie „Silhouetten“ (1936) dienen. Gemeinsam mit den in den Alpen hergestellten Heimatfilmen sollten sie in den wirtschaftlich schweren und politisch instabilen Zeiten Touristen und Unternehmer aus dem englisch- und französischsprachigen Ausland anlocken, da der lebensnotwendige Touristenstrom aus Deutschland behindert wurde.
1936 wurde die österreichische Filmkonferenz eingeführt. Sie sollte die Zusammenarbeit zwischen Staat und Filmwirtschaft sowie die österreichische Filmproduktion fördern. Eine Filmakademie zur Förderung des Nachwuchses und ein Filmarchiv waren geplant. Im selben Jahr stand Paula Wessely in Ernte, worin die „Wichtigkeit“ der katholischen Kirche hervorgehoben wird, erstmals gemeinsam mit ihrem späteren Mann und vielfachem Filmpartner Attila Hörbiger vor der Kamera. Es entstanden noch mehrere weitere Filme, teils mit Paula Wessely in einer der Hauptrollen, die der katholischen Kirche bzw. der katholischen Bundesregierung des österreichischen Ständestaates schmeichelten.

### Deutscher Emigrantenfilm in Österreich
Mit Machtergreifung der Nationalsozialisten in Deutschland und den ersten Brandreden flüchteten rund 2.000 deutsche Filmschaffende ins Ausland – einige davon, vor allem jene, die aus Österreich gekommen waren, zunächst nach Wien. So etwa der Kameramann Franz Planer, der Schauspieler Karl Paryla oder der (Film-)Komponist Robert Stolz. Kurzfristig aber auch Peter Lorre, Sam Spiegel, Billy Wilder und andere.
Deren erste in Österreich entstandene Filme konnten auch noch in Deutschland gezeigt werden. Anfang 1934 war das Aufführverbot für Filme mit jüdischer Mitarbeit bereits durchgesetzt, was sich auch auf die österreichische Produktion auswirkte, deren wichtigster Markt Deutschland war. So wurde zum einen begonnen, jüdische Mitarbeiter zu kündigen – was in der jüdisch dominierten österreichischen Filmbranche schwierig war – oder unter Pseudonymen mitwirken zu lassen. Zum anderen gründeten jüdische Emigranten aus Deutschland eigene Filmgesellschaften, um unabhängig vom deutschen Markt zu produzieren. So etwa die Wiener Film KG Erich Morawsky – einer Wiener Niederlassung der US-amerikanischen Universal, die unter der Leitung von Joe Pasternak in Wien und Budapest produzierte. Auf diese Weise entstanden 12 Filme zwischen 1933 und 1936. Darin wirkten unter anderem die Regisseure Kurt Gerron, Fritz Schulz, Richard Oswald, Hermann Kosterlitz, Max Neufeld, Jakob und Luise Fleck, die Schauspieler Conrad Veidt, Franziska Gaal, Hans Jaray, Rosy Barsony, Otto Wallburg, Szöke Szakall, Felix Bressart, Joseph Schmidt und Albert Bassermann sowie der Kameramann Willy Goldberger, der Drehbuchautor Felix Joachimson und der Komponist Hans May. Hermann Kosterlitz gelangen mit den Universal-Filmen Peter (1934), Kleine Mutti (1935) und Katharina, die Letzte (1936) geschickte Kombinationen der deutschen Komödie mit der amerikanischen Screwball Comedy.
Auch nichtjüdische Filmschaffende flohen zum Teil nach Österreich, da sie in Deutschland mit Aufführverboten oder Zensur zu kämpfen hatten. Nur wenige trauten sich daher noch sozial- oder regimekritische Themen zu verfilmen. Zu diesen wenigen gehörten Werner Hochbaum und Erich Engel, die zwischen 1933 und 1935 nach Österreich kamen. Mit ihren Filmen lieferten sie zum Teil deutliche Stellungnahmen gegen falsche politische Autorität und Militarismus, weshalb diese zumeist nicht in Deutschland aufgeführt wurden und zum Teil auch in Österreich zensiert wurden.
1935 erschien mit dem Styria-Film Vorstadtvarieté der bedeutendste der vier Beiträge des im Deutschen Reich unbeliebten norddeutschen Regisseurs Werner Hochbaum zum Wiener Film. Luise Ullrich, Mathias Wieman, Oskar Sima und Hans Moser spielten darin preußische oder österreichische Charaktere, deren Lebensauffassung kurz vor dem Ersten Weltkrieg bei einem Liebesdrama aufeinanderprallte. Der auf dem Bühnenstück „Der Gemeine“ von Felix Salten basierende Film wurde wegen seines unverblümten Realitätsbezuges und Antimilitarismus teilweise zensiert.
Ebenfalls 1935 inszenierte Erich Engel … nur ein Komödiant mit Rudolf Forster in einer Doppelrolle sowie Christl Mardayn, Hilde von Stolz und Paul Wegener in weiteren Rollen. Trotz seiner antiautoritären Handlung entging der gegen Faschismus gerichtete Film sowohl der österreichischen als auch der deutschen Zensur, was vermutlich darauf zurückzuführen ist, dass der Film in der Zeit des Rokoko spielte. So kommt im Film eine Sequenz vor, in der der Staatsminister den Hauptmann dazu auffordert, die 70 unzufriedenen und rebellierenden Untertanen zu erschießen. In dieser die Auseinandersetzung zwischen Diktatur und Humanität darstellenden Szene kommt es daher zu folgendem Dialog, nachdem der Staatsminister den Hauptmann aufgefordert hatte, in die Menschenmenge zu schießen:
Hauptmann: Das kann ich nicht!

Staatsminister: Was soll das heißen? Herr Hauptmann, Sie haben meinen Befehl gehört!

Hauptmann: Ich bin kein Mörder, ich bin Offizier!

Staatsminister: Sie sind Offizier gewesen!

### Vorweggenommener „Anschluss“ des österreichischen Films
Mit der Machtübergabe an die Nationalsozialisten in Deutschland 1933 verschärfte sich für die beim Tonfilm vom Nachbarland abhängige österreichische Filmindustrie die Lage. Österreichische Filmproduzenten mussten bis 1936 nach und nach den immer umfassenderen Forderungen aus Deutschland nachgeben, um nicht den Zugang zum Markt dieses Landes zu verlieren. Da die österreichischen Filmproduzenten und Verleiher fast vollständig in jüdischem Besitz oder Teilbesitz waren, und auch viele Größen des österreichischen Films Juden waren, ergab sich eine fast unlösbare Situation. Viele Produktionen konnten in Deutschland nicht mehr aufgeführt werden, was dazu führte, verstärkt um andere Märkte zu werben, aber auch dazu, Produktionen ohne jüdische Filmschaffende herzustellen, bzw. Regisseure und Drehbuchautoren unter Pseudonymen oder ungenannt mitwirken zu lassen.
Da viele deutsche Filmschaffende 1933 nach Österreich emigriert waren und dadurch Propagandaminister Joseph Goebbels’ Verbot der Mitwirkung von Juden in der deutschen Filmindustrie umgingen, suchte Deutschland ständig nach Methoden, die österreichische Filmwirtschaft zu stören. Die – für Österreich ungünstigere – Quote des bilateralen Filmhandels musste jährlich neu verhandelt werden. Und seit Übernahme der Sascha-Film durch die im Besitz der nationalsozialistischen Cautio Treuhand befindliche Tobis im Jahre 1934 hatte Deutschland ein weiteres Druckmittel zur Behinderung des freien Filmschaffens in Österreich in der Hand.
Da das fortgesetzte Filmschaffen emigrierter Deutscher in Österreich die Beschlüsse der Reichsfilmkammer wirkungslos machte, reagierte man 1934 mit der Androhung eines Importverbotes für österreichische Produktionen, sollten weiterhin Juden in ihnen mitwirken. Diese Drohung konnte durch Zugeständnisse von Oskar Pilzer, in der Rolle des Präsidenten der Wiener Filmproduzentenvereinigung, abgewendet werden. 1936 konnten sich die Nationalsozialisten mit dem Druckmittel eines Importverbotes für österreichische Filme doch noch durchsetzen. In Berlin kam es am 20. April zu einem Abkommen der Reichsfilmkulturkammer mit dem Bund österreichischer Filmindustrieller. Der nach Paris emigrierte Schriftsteller Joseph Roth bezeichnete dies im Neuen Pariser Tagebuch als nichts anderes als den „vollendeten ‚Anschluß‘ der österreichischen Filmproduktion an die deutsche“. Er zitierte aus dem Abkommen: „Österreichische Schauspieler können unbehindert in Deutschland spielen – aber sie müssen arischer Herkunft sein […] Schließlich verpflichten sich die österreichischen Filmproduzenten, keine Produktionen zu unterstützen, deren Inhalt und Ensemble in Deutschland als tendenziös oder irgendwie verletzend wirken könnten.“ Auch Proteste anderer Filmschaffender, etwa von Richard Oswald, der schon 1934 eine solche Entwicklung befürchtete, oder von Max Neufeld, der letztendlich erfolglos um eine Sondergenehmigung zur Weiterarbeit in Österreich ansuchen musste, halfen nichts.
Dieses Abkommen vollzog die 1934 verschärfte Neufassung des deutschen Reichslichtspielgesetzes für Österreich. Jüdische Mitarbeiter waren von nun an auch in der österreichischen Filmindustrie verboten. Obwohl sich die österreichische Filmindustrie den deutschen Forderungen gebeugt hatten, erließen die Nationalsozialisten noch im selben Jahr, dass in Deutschland entstandene Erlöse nicht mehr nach Österreich rückgeführt werden dürfen. Dies führte dazu, dass österreichische Filmunternehmen zwar in Deutschland über Geld verfügten, in Österreich jedoch einer Pleite nahestanden. Daraus resultierte ein Stillstand der österreichischen Filmproduktion. Oskar Pilzer musste die Tobis-Sascha Filmindustrie 1937 verkaufen. Als einziger Interessent fand sich die Creditanstalt, welche die Übernahmesumme nie bezahlte und das Unternehmen an die im Besitz der nationalsozialistischen Cautio Treuhand befindliche Tobis AG weiterverkaufte. Die Tobis-Sascha wurde aufgelöst und 1938 als Wien-Film GmbH wiedergegründet.
Nun forderten nicht mehr nur jüdische Filmschaffende, die 1937 Österreich noch nicht verlassen hatten, einen unabhängigen österreichischen Film, sondern auch österreichisch-nationale Kreise. Die späte Erkenntnis trafen in den politisch einflussreichen Gremien jedoch auf immer weniger Gehör. Deutsche Propagandaproduktionen, „die das Dritte Reich als Paradies schildern“, wurden in Österreich immer mehr verbreitet, ohne das Österreich dem etwas entgegensetzen könnte. Ganz im Gegenteil waren nun auch österreichische Produktionen zusehends von derselben ideologischen Machart geprägt.

### Emigration der 1930er Jahre
Die zweite große Auswanderungswelle österreichischer Filmschaffender setzte mit Beginn des Austrofaschismus ein und erreichte ihren Höhepunkt zwischen 1936 und 1938, als die Nationalsozialisten auch in Österreich die Macht ergriffen. Abgesehen von diesen großen Auswanderungswellen verzeichnete das seit 1918 kleine Österreich zu jeder Zeit rege internationale Fluktuation unter den Filmschaffenden, jedoch nie mehr in solch einem großen Ausmaß innerhalb kurzer Zeit wie Mitte der 1930er Jahre.
Bis 1933 war noch Berlin das bevorzugte Ziel österreichischer Emigranten. Dieses war ab etwa 1920 die „Filmhauptstadt Europas“ – das Gegenstück zur unvergleichbar schnell wachsenden Filmindustrie in Hollywood. Erst mit der Machtergreifung der Nationalsozialisten in Deutschland im Jahr 1933 fand der Zustrom ein Ende. Jüdischgläubige, kritische und fremdsprachige Filmschaffende waren nun unerwünscht, und die Emigration setzte nun auch in Deutschland ein. Zu den Zielen zählte zunächst auch Österreich.
Doch bis spätestens 1936, als auch in Österreich freies Filmschaffen nicht mehr möglich war, emigrierten alle von den Nationalsozialisten unerwünschte Filmschaffende, sofern sie dazu finanziell in der Lage waren, ins weitere Ausland. Einige gingen nach Frankreich und England, der Großteil jedoch wanderte nach Hollywood in die Vereinigten Staaten aus. Dort versuchte man bereits seit Ende der 1920er-Jahre erfolgreich, Talente des deutschsprachigen Films abzuwerben. Dazu zählten zum Beispiel die Regisseure Otto Preminger, Reginald Le Borg, William Thiele, Edgar G. Ulmer und die Familie Kohner, bestehend aus Paul, Friedrich und Walter.
Von den Filmproduzenten gingen in diesen Jahren Joe Pasternak, Arnold Pressburger und Sam Spiegel nach Hollywood. Ebenso die Schauspieler Paul Henreid, Helmut Dantine, Francis Lederer, Leon Askin, Peter Lorre, Oskar Homolka, Hedy Lamarr, Carl Esmond, Alexander Granach und Walter Slezak. Aber auch Drehbuchautoren zählten zu den nach Hollywood emigrierten: Salka Viertel, Vicki Baum, Walter Reisch, George Froeschel, Jan Lustig und Billy Wilder, der bald zum Regisseur avancierte und mit seinen Filmen Weltruhm erlangte. Als Filmkomponisten fanden Max Steiner (King Kong und die weiße Frau 1933, Vom Winde verweht 1939, Casablanca 1943), Erich Korngold Walter Jurmann und Frederick Loewe (My Fair Lady, 1964) ihr Glück in Kalifornien – ebenso wie der Filmarchitekt Harry Horner und der Kameramann Karl Freund. Insgesamt emigrierten rund 400 österreichische Filmschaffende in der Folge des „Anschlusses“ von 1938.
Einige von ihnen konnten dort in den folgenden Jahren großen Erfolg erreichen. So etwa Otto Preminger, der sich in den 1940er- und 1950er-Jahren als Produzent und Regisseur etablierte, und 1952 etwa den US-Film Engelsgesicht produzierte und 1953 in Billy Wilders bedeutendem US-Nachkriegsfilm Stalag 17 als deutscher Lagerkommandant mitspielte. Weiters entdeckte er bereits Anfang der 1930er-Jahre das Filmtalent Paul Henreid. Ebenfalls in die Vereinigten Staaten geflohen, avancierte er dort zum erfolgreichen Schauspieler – er spielte eine der Hauptrollen im Kultfilm Casablanca – und Regisseur.
Regisseur Leopold Lindtberg hingegen zog es zuerst nach Berlin und 1933 in die Schweiz, wo er die frühe Schweizer Filmgeschichte wesentlich prägte und sich in einigen seiner Filme auch für Menschenrechte einsetzte. Nur jene Filmschaffenden nicht-jüdischer Abstammung blieben zumeist in Österreich oder Deutschland zurück. Diese arrangierten sich dann mit der nationalsozialistischen Filmwirtschaft.

## Während des Nationalsozialismus, 1938 bis 1945
Siehe auch: Nationalsozialistische Filmpolitik
Nach dem Anschluss Österreichs an Deutschland erlitt das Filmwesen aufgrund massiver Beschneidung der Meinungsfreiheit und Einführung einer strengen Zensur einen erneuten Rückschlag. Die Vertreibung und Tötung jüdischer, ausländischer und regimekritischer Bürger setzte ein, und nur Befürworter oder Anpassungswillige blieben zurück.
Das Filmschaffen zur Zeit des Nationalsozialismus in Österreich war von der Herstellung von so genannten Kultur- und Heimatfilmen geprägt. Diese berichteten aus der Natur und vom ländlichen Leben. 60 solcher Filme wurden zwischen 1939 und 1944, als die letzte derartige Produktion entstand, produziert. Dem gegenüber stand die Produktion von rund 50 Spielfilmen. Bei diesen handelte es sich um scheinbar gewöhnliche Komödien oder Historienfilme aus dem alten Wien und dessen Musikwelt. Diese transportierten jedoch teils unterschwellig, teils offensichtlich, nationalsozialistisches Gedankengut mit sich. So stärkten diese Filme nicht nur antisemitische Vorurteile, sondern spotteten auch über Demokratie, andere Völker, und häufig auch über die Habsburger-Monarchie, wozu es in den vielen Filmen, die in den letzten Jahren der Donaumonarchie spielten, zahlreiche Anlässe gab.
Klassische Propagandafilme wurden in Wien nur wenige hergestellt, da das aus Berlin vorgegebene Motto bei der Filmherstellung Kraft durch Freude lautete. Neben der Wien-Film existierten nur noch wenige, kleine Produktionsgesellschaften, die jedoch allesamt vertraglich eng mit der Wien-Film verbunden waren. Freies, unabhängiges Filmschaffen, gab es nicht mehr. Das Importverbot für ausländische Filme führte zudem dazu, dass das gesamte Filmwesen des Deutschen Reiches, effizient und klar strukturiert wie es war, hochprofitabel arbeitete.

### Erste Folgen des „Anschlusses“
Zur Absegnung des bereits vollzogenen Anschlusses Österreichs an Deutschland wurde am 10. April eine Volksabstimmung abgehalten. Im Vorfeld wurde eine alles umfassende Werbekampagne durchgeführt, zu welchem Zwecke auch Filmstars wie Paul Hörbiger eingespannt wurden, die aus „eigener Überzeugung“ für ein „Ja“ warben. Filmzeitschriften wie die beliebte Publikumszeitschrift „Mein Film“ rechtfertigten den Anschluss mit der Begründung, der österreichische Film sei deutsch, und schon immer deutsch gewesen.
In den ersten Gefangenentransporten nach Dachau befanden sich auch der Kämpfer für den wertvollen Film, Dr. Viktor Matejka. Der Kulturhistoriker, Kritiker und Schauspieler Egon Friedell beging hingegen am 16. März 1938 Suizid.
Am 30. Oktober 1939 wurde die Verordnung über den Sicherheitsfilm erlassen, da die Filme bis dahin noch aus dem leicht entflammbaren Nitrofilmmaterial bestand. Ab 1. April 1940 durften Filmkopien nur noch auf Sicherheitsfilm hergestellt werden. Aufgrund des Krieges konnte dies allerdings nicht umgesetzt werden, weshalb auch die Produktionen der Wien-Film nur auf dem leicht zersetzbaren Nitrofilm erhalten waren, und erst bis zum Jahr 2000 vom Filmarchiv Austria weitgehend auf Sicherheitsfilm umkopiert werden konnten.
Zu Beginn des Jahres 1942 wurden umfangreiche interne Umstrukturierungen in der UFA vorgenommen. Der zentrale Verleih der Filme war in Berlin, und auch die anderen Bereiche, wie etwa die Kinos, wurden wirtschaftlich und organisatorisch total auf Berlin konzentriert. Personal- und Materialverknappung erforderten zudem äußerste Sparsamkeit, wovon die Öffentlichkeit jedoch nichts erfahren durfte. Filme durften nicht länger als 2500 Meter sein, und nicht mehr als eine Million Reichsmark kosten. Auch die bisher enorm hohen Gagen für die Filmschaffenden wurden gesenkt.
Zur politischen Situation und zur Emigration berichtete der Schauspieler Curd Jürgens 1970 in einem Interview über sein Engagement bei Regisseur Willi Forst für Wiener Mädeln: „Er (Willi Forst) hat im Jahr 1941 gesagt: ‚Curd, mach nur keinen Film, in der eine politische Situation zu zeigen ist. Du wirst eines Tages eine Antwort geben müssen.‘ Es gabe viele mehr oder weniger reife oder junge Leute, die ununterbrochen mit dem Gedanken gespielt haben, zu emigrieren. Es war ja nicht so leicht. Wissen Sie, zu Fuß über die Schweizer Grenze zu gehen ist ja auch eine Sache, die man mit einer gehörigen Portion Mut angehen muss. Und außerdem war es gut, dass wir leben durften, natürlich – wenn Sie wollen – eine Propaganda, aber es war eine sehr gute Überlebensform und ich glaube, dass diese kleinen Zellen, die in Österreich und in Deutschland geblieben sind, ja wenn die nicht einmal geblieben wären, ich weiß nicht, wie es um das Nachkriegsdeutschland gestanden wäre. Denn Sie wissen ja, Emigration ist etwas furchtbares.“
Im Februar 1943 erreichte die Filmschaffenden die Warnung, keine falschen Meldungen über den Stand des Krieges zu verbreiten. Gefängnis- und Todesstrafe waren angedroht. Einen Monat später wurde eine Verordnung verabschiedet, nur noch Mindestgehälter auszubezahlen.

### Funktion der Wien-Film
Durch die Produktionen der nun als Wien-Film in Erscheinung tretenden Tobis-Sascha-Film wurde Wien neben Berlin und München zur Hauptproduktionsstätte von Propagandafilmen. Die Berliner Reichsfilmkammer, die das österreichische Filmwesen überwachte, richtete ihre Außenstelle in der Siebensterngasse in Neubau ein. Am 18. Juni wurde die deutsche Reichskulturkammergesetzgebung in Österreich gültig.
Die Produktion von Filmen, gelenkt vom Reichspropagandaministerium, beschränkte sich im Wesentlichen auf die Herstellungen von Komödien und Heimatfilmen mit „Ostmark“-Bezug, denn das aus Berlin für die Wien-Film vorgegebene Motto bei der Filmproduktion war „Kraft durch Freude“. Der Blick zurück in die Operettenwelt bot eine willkommene Gelegenheit für die Regisseure nicht plumpe Propagandafilme herstellen zu müssen, was jedoch Antisemitismus und andere politische Botschaften in den Filmen nicht ausschloss. Die unterhaltsamen Produktionen eigneten sich zudem zum Export.
Eine Wien-Film-Spezialität zur Flucht aus der Gegenwart war auch die Aufbereitung von Schicksalen Wiener Musiker und Dichter. Als Fortsetzung des Wiener Films der 1930er-Jahre inszenierten Willi Forst und Kollegen Komödien und Musikfilme aus 300 Jahren Wiener Kulturgeschichte.

### Spielfilme
Noch vor der Vollendung der Umstrukturierungen im österreichischen Filmwesen durfte der anerkannte Regisseur E. W. Emo zwei Filme in eigener Produktion herstellen. Die Emo-Film brachte im Herbst 1938 die beiden Lustspiele Der Optimist mit Viktor de Kowa und Dreizehn Stühle mit dem Komikerduo Heinz Rühmann und Hans Moser heraus. Auch bei der ersten Wien-Film-Produktion, die im März 1939 erschien, führte E. W. Emo Regie: Unsterblicher Walzer entstand in den Rosenhügel-Studios und handelte in bester Wiener Musikfilm-Tradition von Johann Strauss.
Noch vor der ersten Wien-Film Aufführung erschien die 1938/1939 von der „Mondial Film“ in den Rosenhügel-Studios gedrehte Produktion Hotel Sacher unter der Regie von Erich Engel. Der Inhalt war eine Liebesgeschichte sowie eine Spionage-Affäre in den Jahren 1913 und 1914. Hedwig Bleibtreu mimte die „Frau Sacher“, und über einen Onkel kam hier auch der erst 16-jährige Oskar Werner als Komparse zu einer kleinen Sprechrolle. Als seltene Gäste in Wien spielten Sybille Schmitz und Willy Birgel ebenfalls in diesem keineswegs unpolitischen Film – betreibt er doch „Vergangenheitsbewältigung“ mit nationalsozialistischem Akzent  – mit.
1939 gelangte auch die Wienerin Marte Harell über ihren Mann, den Wien-Film-Leiter, Karl Hartl zum Film. Sie beginnt ihre Karriere gleich mit einer Hauptrolle – in der Opernball-Verfilmung von 1939. Ihre Paraderolle liefert die stets im Wiener Dialekt sprechende Schauspielerin 1944 im Wiener Liebesfilm Schrammeln ab. Der erste Film Gustav Ucickys bei der Wien-Film hieß Mutterliebe und erschien 1939 in den Kinos. Hauptdarstellerin war Käthe Dorsch, die dem Idealbild der „deutschen Mutter“ ein Denkmal setzen sollte.
Ernst Marischka schrieb 1940 das Drehbuch zu Wiener G’schichten. Inszeniert wurde der Film von Géza von Bolváry. Die Texte zu den beiden bekannten Liedern aus diesem Film, Ja, das sind halt Wiener G’schichten und Der Wiener braucht sein Stammlokal stammten von Ernst Marischka. In Ersterem findet sich auch eine Strophe, die seltene versteckte Kritik an den Nationalsozialisten aufweist: „Der Münchner trinkt, wenn er an ‚Zurn‘ hat, eine Maß Bier aus, der Berliner schreit laut, 's hört man fast von hier aus! Der Wiener geht in sein Café bei schlechter Laune, und beim ersten Braunen lacht man schon.“
1941 erging in einem Rundschreiben an die Filmschaffenden der Wien-Film eine Verordnung bezüglich Darstellungen in Filmen:
| Verboten war: - rauchende Personen - Karikierung eines Lehrers - Habsburger - k.u.k. Uniformen - kinderlose Ehen - Berlin von negativer Seite - Berliner Dialekt sprechende Personen - Film im Film - uneheliche Kinder - Katastrophen | Unerwünscht war: - Häufung von Zufällen - Spionage durch Wehrmachtsmitglieder - Namen wie Lehmann, Schulze, Müller, Meier, Krause, Anna, Emma, Berta, Marlies, August, Emil, Gustav Erwünscht war hingegen: - positive Darstellung eines Lehrers - kinderreiche Familien - gut klingende, schöne Namen |

Nur vereinzelt gelang es, weiter Meisterwerke zu schaffen, so etwa Willi Forst, dessen Wiener Blut aus dem Jahr 1942 erstaunlich anti-deutsche Töne anschlug, die nicht nur retrospektiv als Kommentar zur politischen Lage gelesen werden konnten. Es war einer von nur vier Filmen, die er für die Wien-Film herstellte, und zudem auch der erfolgreichste, der auch im Ausland viel besucht wurde. Unter den vier Produktionen fand sich mit dem zwischen 1944 und 1949 produzierten Wiener Mädeln auch ein Farbfilm. Ebenfalls sehr erfolgreich und genau den Geschmack des Publikums treffend war auch Operette aus dem Jahr 1940 mit den Schauspielern Maria Holst, Leo Slezak, Paul Hörbiger, Edmund Schellhammer, Viktor Heim, Curd Jürgens und Willi Forst selbst. Paul Hörbiger spielte hierbei den Alexander Girardi, nachdem er in Unsterblicher Walzer bereits Johann Strauss Vater gespielt hatte. In Brüderlein fein (1942) und Der liebe Augustin (1940) stellte er Franz Grillparzer dar.
Für die Kamera zuständig war bei Operette der bedeutendste Kameramann dieser Jahre: Hans Schneeberger. Bekannt wurde er durch Berg- und Sportfilme, die er gemeinsam mit seinem Lehrmeister Arnold Fanck gestaltete. Bei Studioaufnahmen bestand seine Leistung darin, die Lichteffekte bestmöglich auszunutzen. Bei Freilichtaufnahmen avancierte er zu einem der bedeutendsten Vertreter des impressionistischen Kamerastils im deutschsprachigen Film.
1942 drehte auch Wien-Film-Produktionsleiter Karl Hartl seinen einzigen Film für die Wien-Film: Wen die Götter lieben – eine Verfilmung von Mozarts leben. Die Premiere fand dementsprechend am 5. Dezember 1942 im Salzburger Festspielhaus statt. Der meistbeschäftigte Drehbuchautor der Wien-Film war Gerhard Menzel. Er schrieb die Drehbücher für Frau im Strom (1939), Mutterliebe (1939), Ein Leben lang (1940), Der Postmeister (1940), Schicksal (1942), Späte Liebe (1943), Am Vorabend (1944), Das Herz muß schweigen (1944), Freunde (1943/45) und Am Ende der Welt (1947). Diese Filme wiesen mit der Thematisierung von Opferbereitschaft, blindem Gehorsam und Treue in verschiedenen Milieus allesamt eine starke parteipolitische Orientierung auf. Menzel erfand die unwahrscheinlichsten Situationen und Zufälle, lediglich um „vorbildliche“ Menschen im Sinne der Nationalsozialisten zu zeigen. Bis auf Der Postmeister konnten diese Filme mit ihren vielfach unrealistischen Handlungssträngen lediglich durch die Leistung ihrer Schauspieler Heinrich George, Hilde Krahl, Hans Holt, Siegfried Breuer, Käthe Dorsch, Paula Wessely, Attila Hörbiger, Ferdinand Marian und Rudolf Forster überzeugen.
In Brüderlein fein wurde 1942 auch ein Werk Ferdinand Raimunds filmisch verarbeitet. Der Film stellte das Theaterleben in Wien zur Biedermeierzeit dar. Die Hauptrollen spielten Marte Harell und Hermann Thimig. Regie führte dessen Bruder Hans Thimig.
Der auf einer Novelle des russischen Literaten Alexander Sergejewitsch Puschkin basierende Film Der Postmeister war auch daher eine außergewöhnliche Produktion, da die Sowjetunion plötzlich positiv dargestellt wurde, und Russen ausnahmsweise nicht als „verhasste Bolschewiken“, sondern als gewöhnliche Menschen dargestellt wurden. Dieser Sonderfall war allerdings genauso politisch motiviert, wie all die anderen Produktionen der Nationalsozialisten. Denn im Jahr 1940 bestand noch der Deutsch-sowjetische Nichtangriffspakt. Als das Deutsche Reich dennoch zum Russlandfeldzug aufbrach, wurde die Vorführung des Films umgehend verboten.
Hans Moser, als beliebtester Komiker der damaligen Zeit, wurde in zahlreichen Filmen eingesetzt. Für Anton der Letzte (1939) verlegte man die Dreharbeiten seinetwegen sogar nach Salzburg, da sich Moser dort wegen Proben zu den Salzburger Festspielen aufhielt. Auch seine jüdische Frau Blanka überlebte den Nationalsozialismus abgeschoben in Budapest, wo sie Hans Moser gelegentlich besuchen durfte. In Sieben Jahre Pech (1940) von der Styria-Film unter der Regie von Ernst Marischka sang Hans Moser das berühmte Lied „Ich muss im früheren Leben eine Reblaus g'wesen sein“. Der Film war so erfolgreich, dass 1942 eine Fortsetzung, Sieben Jahre Glück, gedreht wurde. Der beste Moser-Film dieser Jahre war jedoch Meine Tochter lebt in Wien unter der Regie von E. W. Emo, der mit einer Szenenkomik wie bei der Commedia dell’arte aufwarten konnte. Er spielte hier erstmals gemeinsam mit dem ebenfalls sehr beliebten Paul Hörbiger.

### Kultur- und Heimatfilme
Auch in Österreich gab es einige Kulturfilmkinos, die außer der Wochenschauen lediglich Kulturfilme zeigten. Diese waren teilweise auch koloriert und zeigten Aufnahmen unter Namen wie Abend am See oder Blüten und Früchte – zwei Filme von Otto Trippel, der im Auftrag der Wien-Film tätig war. Weitere Vertragspartner der Wien-Film waren bei Kulturfilmen Herbert Dreyer, Adi Mayer, und Max Zehenthofer. Als Autoren und Spielleiter waren Ernst Holub, Ulrich Kayser, Constantin von Landau, Peter Steigerwald und Karl von Ziegelmayer tätig.
Gedreht wurde in der gesamten „Ostmark“ sowie in Zusammenarbeit mit dem rumänischen Propagandaministerium auch in den Karpaten und im Donaudelta. So entstand etwa 1942 Begegnung mit Pelikanen gemeinsam mit der rumänischen Filmgesellschaft O.N.C. Ebenfalls in Rumänien entstanden Karpatenmelodie (1943) und Dragus, ein rumänisches Karpatendorf (1943). Kooperationen waren auch mit Bulgarien und Griechenland geplant.
1939 und 1940 gestaltete der spätere Leiter der Filmabteilung im Propagandaministerium, Dr. Fritz Hippler, die beiden Dokumentarfilme Feldzug in Polen und Der ewige Jude.
An Heimatfilmen entstanden 1944 unter anderen Heimat am Steilhang, Ein Tag in der Wachau und Peter Roseggers Waldheimat. Aus dem bäuerlichen Leben erzählten etwa Hof ohne Mann (1942), Der Landtierarzt (1943) und Der letzte Einbaum (1944). Bergfilme waren zum Beispiel Der Bergbach (1943), Bergnot (1943) und Salz der Berge (1944). Auch Psychologie zählte zum Themenkreis der Kulturfilme. 1943 entstand diesbezüglich Die große Welt der Kinderaugen.
Zumindest in Wien waren die meisten Kulturfilmkinos täglich von früh bis spät ausverkauft, was bei Spielfilmen nicht die Regel war. Bei der Reichsfilmintendanz existierte das Sonderreferat Kulturfilm. 1944 wurden die letzten Kulturfilme bei der Wien-Film fertiggestellt. Seit 1939 waren es rund 60 gewesen.

### Propagandafilme
Die letzten Jahre der Donaumonarchie waren generell ein beliebter Zeitraum, in dem die Filme zur Zeit des Nationalsozialismus spielten. Hierbei wurde großangelegt auf die „Unfähigkeit der Monarchie“ in jeglicher Hinsicht gespottet – sei es nun unfähiges Beamtentum oder der „zum Scheitern verurteilte“ Multinationalismus.
So spielten auch die einzigen vier massiven Propagandafilme der Wien-Film zu dieser Zeit. Bereits 1939 erschien mit Leinen aus Irland ein Film, der starke Ähnlichkeiten zu dem in Berlin gedrehten Propagandafilm Jud Süß aufwies. Lediglich die Zeit – der Film spielte im Jahr 1909 – und das Milieu waren anders. Regie führte Heinz Helbig. Das Originaldrehbuch zu einer Komödie von Stefan von Kamare wurde von Harald Bratt zu einem antisemitischen Propagandadrehbuch umgeschrieben. Mit dem Prädikat „staatspolitisch und künstlerisch wertvoll“ wurde der Film in Berlin uraufgeführt. Die Produktion kostete 744.000 Reichsmark, welche innerhalb von zwei Jahren doppelt eingespielt wurden.
1941 spielte Hans Moser in Liebe ist zollfrei einen Zöllner, der es ganz alleine und unbeabsichtigt schaffte, die Erste Republik ins Wanken zu bringen. Mit Spott und Hohn sollte hier auf die „nicht funktionierende“ Erste Republik und seinen „hilflosen Kanzler“, der von Oskar Sima gespielt wurde, eingegangen werden. Nebenbei machte man sich auch über die englische Sprache, das Schwytzerdütsch, und demokratische Systeme an sich lustig. Manche Filmforscher, wie auch der damalige Wien-Film-Produktionsleiter Karl Hartl retrospektiv, zählen diesen Film jedoch nicht zu den Propagandafilmen, sondern zu den gewöhnlichen Lustspielen der Wien-Film in der NS-Zeit.
Ebenfalls 1941 wurde mit aufwändigen Kulissenaufbauten und Außenaufnahmen in Ostpreußen Heimkehr unter der Regie von Gustav Ucicky gedreht. Der Film spielt vor dem Überfall auf Polen der Wehrmacht. Gezeigt wird das Schicksal einer deutschen Minderheit, die von bestialisch dargestellten Polen unterdrückt, misshandelt und beinahe ausgerottet wird. Ihr Überleben kann dank Hitlers Eingreifen jedoch gesichert werden. Der Überfall auf Polen, der den Zweiten Weltkrieg auslöste, wird in diesem Film als Hilfsaktion ausgegeben und als Schicksalskampf gerechtfertigt. Die Hauptrollen spielten anerkannte charakterstarke Schauspieler wie Paula Wessely, Attila Hörbiger, Peter Petersen, Carl Raddatz, Ruth Hellberg, Elsa Wagner, Otto Wernicke, Gerhild Weber und Eduard Köck. Bei den Zuschauern sollte ganz im Sinne der offiziellen Politik der Eindruck erweckt werden, dass die Vernichtung des „Untermenschentums“ im Osten geradezu eine moralische Pflicht der Welt gegenüber wäre. Aus diesem Grund wurde der Film nach dem Angriff der deutschen Truppen auf die Sowjetunion in die Kinos gebracht. Der Film kostete 3,7 Millionen Reichsmark und war somit die teuerste Produktion der Wien-Film. Er spielte mit 4,9 Millionen jedoch einen deutlichen Überschuss ein.
Der letzte bekannte Propagandafilm der Wien-Film hieß Wien 1910 und wurde 1943 hergestellt. Er handelte vom populären und antisemitischen ehemaligen Wiener Bürgermeister Karl Lueger, den Hitler schon in seinem Buch „Mein Kampf“ mit bewundernden Worten beschrieben hatte. Lueger wurde von Rudolf Forster gespielt, der eigens aus den USA zurückgekehrt war. Der Film präsentierte einen verzerrten Blickwinkel auf das damalige Wien. Das Judentum und die Sozialdemokratie wurde in der Rolle Victor Adlers vereint – dargestellt von Herbert Hübner – der den Bürgermeister wegen seiner antisemitischen Handlung fürchtete und bekämpfte. Auf der anderen Seite standen die Deutschnationalen unter der Führung von Georg Ritter von Schönerer – dargestellt von Heinrich George – der ebenfalls sehnsüchtig den Tod des schwerkranken Luegers erwartete, da er das Habsburgerreich erhalten wollte und sich nicht für ein Großdeutsches Reich begeistern konnte. Für das Jahr 1943 war der Film den Entscheidungsträgern in Berlin jedoch zu volkstümlich und Schönerer zu blass gezeichnet. Daher verbot man den Film, der immerhin fast 2,5 Millionen Reichsmark gekostet hatte, für die „Ostmark“.

### Filmschaffen gegen Kriegsende
Gegen Kriegsende, nach Erklärung des „totalen Kriegs“, spitzte sich die Bevormundung der Bevölkerung durch den Film weiter zu. Die Filme waren mehr denn je an aktuelle Notwendigkeiten angepasst. So erschien 1944 mit Das Herz muß schweigen ein Film über die Röntgenforschung, der die Leistungen und Wichtigkeit der Ärzte in den Vordergrund rückte.
Am 5. Oktober 1943 wurde im Wiener Filmtheater „Scala“ Der weiße Traum uraufgeführt. Dies war einer der ersten „Eisrevue“-Filme und zugleich eine der berühmtesten Produktionen der Wien-Film. Bis Ende 1944 zählte der Film rund um die Hauptdarsteller und preisgekrönten Eisläufer Karl Schäfer und Olly Holzmann rund 25 Millionen Besucher. Mit Reisebekanntschaft, Ferienkind und dem Styria-Film Abenteuer im Grandhotel erschienen auch 1943 weitere Hans Moser-Filme. In den Prager Barrandow-Ateliers arbeitete E. W. Emo seit 1943 an Freunde – einem Film, dessen Produktion sich wegen laufender Zensurmaßnahmen in die Länge zog. Der Film erschien daher erst nach Kriegsende, im August 1945, in den Wiener Kinos.
Im März 1944 wurde nach einem Drehbuch von Ernst Marischka und Hans Gustl Kernmayr die Geschichte des musikalischen Wiener Brüderpaars Johann und Josef Schrammel verfilmt. Regie führte Géza von Bolvary, die Schrammeln wurden von Paul Hörbiger und Hans Holt gespielt. Hans Moser gab den Gitarristen Anton Strohmayer und den Klarinettisten Georg Dänzer spielte Fritz Imhoff. In diesem Film wurden wieder einmal seltene, versteckte, Seitenhiebe eingebaut. So etwa, als die „Fiakermilli“ den Josef Schrammel fragte: Warum sind sie eigentlich so braun, ich meine so abgebrannt, ihr Garten ist doch ganz schattig?
1944 produzierte die Wien-Film einen der wenigen im Bauernmilieu spielenden Filme: Ulli und Marei. Der Film spielte in Tirol, weshalb auch wieder einige Ensemblemitglieder der bekannten Innsbrucker Exl-Bühne mitwirkten: Ludwig und Leonhard Auer, Mimi Gstötter-Auer und Anna Exl. Die letzte Direktorin dieser Bühne, Ilse Exl, übernahm auch die weibliche Hauptrolle der „Marei“. Den „Ulli“ mimte Attila Hörbiger. Regie führte Leopold Hainisch, der ebenfalls im Film mitspielte.
Bis 1944 war die mundartliche Sprechweise der Darsteller in den Wiener Filmen allgegenwärtig. Erst dann wurden die deutschen Kritiker beachtet, die sich etwa über Hans Mosers Wienerisch beklagten: „So mag man Hans Moser auf der Bühne in Wien sprechen lassen. Ein Film aber soll überall gezeigt und verstanden werden, in Flensburg wie in Königsberg, in Düsseldorf wie in Berlin.“ Die Wien-Film musste reagieren, und so erging am 24. Mai 1944 an die Regisseure Willi Forst, Gustav Ucicky, Hans Thimig, Leopold Hainisch und Géza von Cziffra folgendes Rundschreiben: „Von unserer vorgesetzten Behörde werde ich darauf hingewiesen, mit besonderer Sorgfalt darauf zu achten, daß in unseren Filmen der Wiener Dialekt oder der Dialekt der Donau- und Alpenreichsgaue so abgestimmt wird, damit unsere Filme dem deutschen Publikum aller Stämme verständlich bleiben.“
Ende 1944 forderte man den Regisseur Hans Thimig auf, in Berlin einen tendenziösen Film zu drehen. Karl Hartl riet Thimig jedoch, „einfach abzuhauen“, was er dann auch tat. Er zog sich in den Wildalpen zurück und wurde von Karl Hartl gedeckt, der ihn krankmeldete.
1944 inszenierte Géza von Cziffra die Komödie Hundstage mit dem Paar Olly Holzmann und Wolf Albach-Retty. Im August 1944 meldete der seit März des Jahres neue Reichsfilmintendant Hans Hinkel an Joseph Goebbels, dass er 5300 der 10.200 Angehörigen der Spielfilmproduktion für Wehrmacht und Rüstung frei machen will. So wurden im Nachwuchs-Atelier am Bauernmarkt Nähstuben eingerichtet. Die Filmproduktion wurde enorm beeinträchtigt. Wien-Film-Direktor Franz Hirt versuchte sich gegen diese Maßnahmen zu wehren, blieb jedoch erfolglos. Von den 1453 Mitarbeitern der Wien-Film waren per 31. Jänner 1945 414 eingerückt oder zum Volkssturm dienstverpflichtet.
Noch im Februar 1945 wurde Paul Hörbiger wegen vermeintlichen Verbindungen zu einer Wiener Widerstandsgruppe von der Gestapo verhört, und die Gehaltsauszahlung (6000 Reichsmark monatlich) ausgesetzt. Tatsächlichen Widerstand wagte man bei der Wien-Film allerdings nicht. Es blieb bei Seitenhieben auf das Nazi-Regime in mehreren Filmproduktionen, und bei zaghaften Versuchen, sich den Anordnungen aus Berlin zu widersetzen.
In den letzten Wochen des Krieges setzten sich viele Filmschaffende von den „Donaugauen“ in die „Alpengaue“ ab. So auch Dr. Prohaska, der Personalreferent der Wien-Film, der kurz vor Einmarsch der Roten Armee den Befehl erhielt, die Anlagen der Wien-Film auf dem Rosenhügel zu sprengen. Karl Hartl und seine Getreuen konnten dies jedoch verhindern (siehe Österreichische Filmgeschichte#Vergangenheitsbewältigung und -verklärung).